# Mohammed Shaween
Mohammed Othman Shaween (né le 15 février 1986) est un athlète saoudien, spécialiste du 1 500 mètres.

## Carrière
Finaliste des Championnats d'Asie 2005 (8e du 800 m) et des Jeux asiatiques de 2006 (6e du 1 500 m), Mohammed Shaween remporte son premier succès international majeur en 2007 à l'occasion des Championnats d'Asie d'Amman où il s'impose sur 1 500 m, devant l'Iranien Sajjad Moradi et le Qatari Abubaker Ali Kamal, dans le temps de 3 min 46 s 85. Il est éliminé dès les séries lors des Championnats du monde de 2007, des Jeux olympiques de 2008 et des Championnats du monde de 2009.
En 2009, le Saoudien décroche son deuxième titre continental consécutif du 1 500 m à l'occasion des Championnats d'Asie de Canton en 3 min 46 s 08. Il confirme dès l'année suivante en remportant dans la même ville les Jeux asiatiques dans le temps de 3 min 36 s 49. 
Il améliore son record personnel du 1 500 m, fin mai 2011 aux FBK-Games d'Hengelo, en 3 min 31 s 82.

## Palmarès
| Date | Compétition              | Lieu     | Résultat | Temps         |
| ---- | ------------------------ | -------- | -------- | ------------- |
| 2005 | Championnats d'Asie      | Incheon  | 8e       |               |
| 2006 | Jeux asiatiques          | Doha     | 6e       |               |
| 2007 | Championnats d'Asie      | Amman    | 1er      | 3 min 46 s 85 |
| 2007 | Jeux panarabes           | Le Caire | 2e       | 3 min 48 s 49 |
| 2009 | Championnats d'Asie      | Canton   | 1er      | 3 min 46 s 08 |
| 2010 | Jeux asiatiques          | Canton   | 1er      | 3 min 36 s 49 |
| 2017 | Jeux asiatiques en salle | Achgabat | 2e       | 3 min 49 s 65 |

### Records
| Épreuve | Performance   | Lieu    | Date         |
| ------- | ------------- | ------- | ------------ |
| 800 m   | 1 min 48 s 51 | Réduit  | 9 avril 2006 |
| 1 500 m | 3 min 31 s 82 | Hengelo | 29 mai 2011  |